# Zoldo Alto
Zoldo Alto – miejscowość i gmina we Włoszech, w regionie Wenecja Euganejska, w prowincji Belluno.
Według danych na styczeń 2009 gminę zamieszkiwało 1058 osób przy gęstości zaludnienia 17,1 os./1 km².
1 stycznia 2016 gmina została zlikwidowana.